# Gripau corredor
El gripau corredor o gripau ratllat (Epidalea calamita) és un amfibi de l'ordre dels anurs i de la família dels bufònids que és molt abundant a tot Catalunya.

## Morfologia
Fa, com a màxim, 10 cm, i són les femelles les que adquireixen majors proporcions.
La coloració dorsal és verdosa o grisenca amb taques més fosques, disposades irregularment. Sobre el dors s'observa generalment una ratlla groguenca que va d'un cap a l'altre de l'esquena, tret que permet d'identificar-lo fàcilment. El ventre és blanquinós o grisenc amb taques brunenques, més o menys ostensibles.
Les glàndules paròtides són ben visibles i es disposen paral·lelament.
El timpà és petit.
Els mascles presenten sac vocal gular extern, les mesures del qual són força voluminoses.
L'ull és argentat o de color verd clar, amb pupil·la horitzontal.
El dors és recobert de nombroses berrugues que li confereixen un aspecte poc agraciat.

## Hàbitat
El seu hàbitat es diversifica en diferents biòtops, i el podem trobar des de les zones planeres a les muntanyenques (tret de les zones d'alta muntanya). Així, es pot localitzar en indrets boscosos, en terrenys propers a basses, en sòls sorrencs, etc.
És més termòfil que el gripau comú i no és estrany trobar-lo en llocs relativament àrids. No li agrada gaire l'aigua, ja que només hi acut durant l'època de reproducció.

## Costums

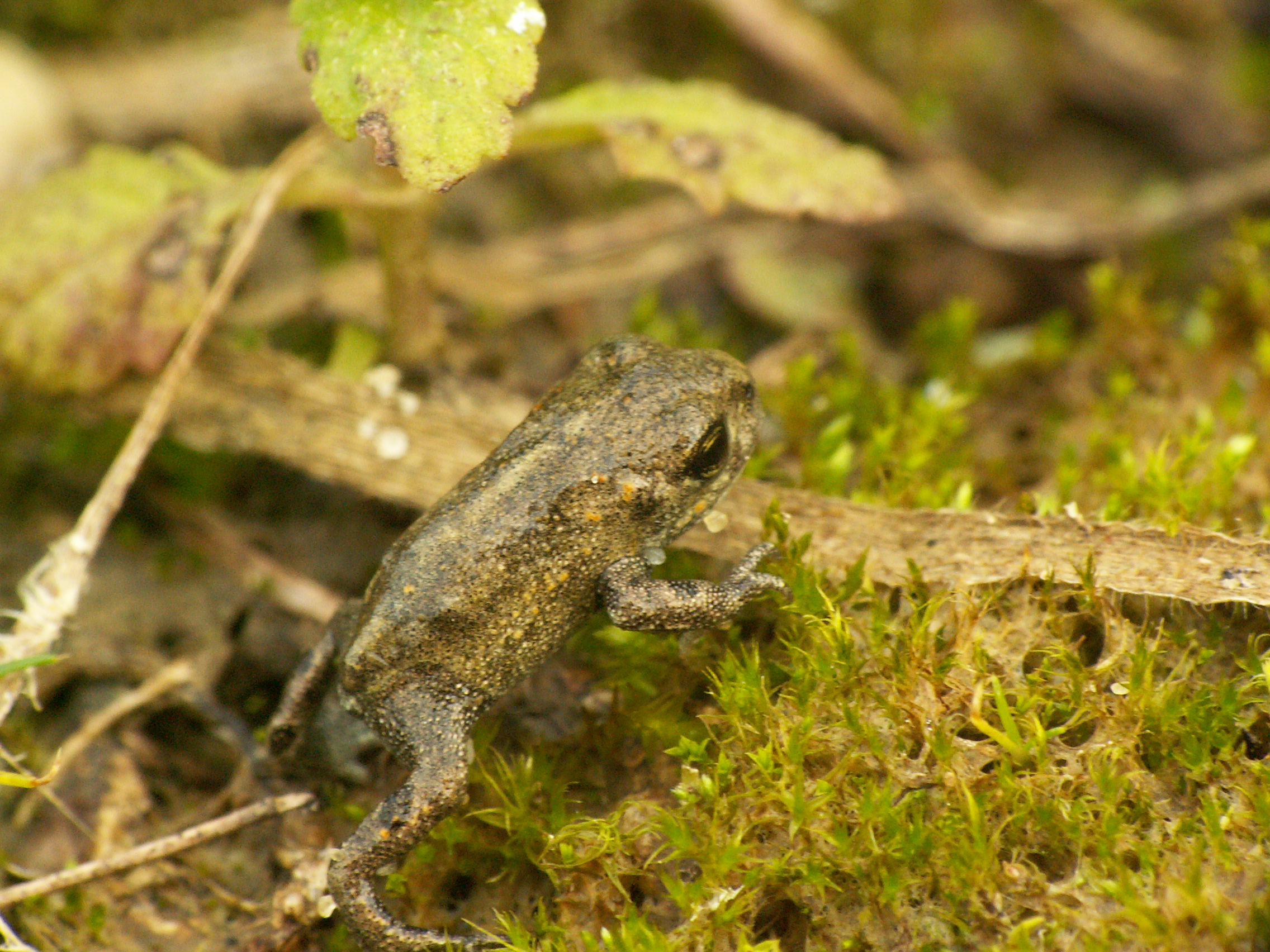
Exemplar immadur de gripau corredor fotografiat a Utrecht, Països Baixos.

Els seus costums són terrestres i alhora crepusculars i nocturns. Durant el dia roman enterrat al sòl o bé sota les pedres, però en fer-se fosc abandona el seu amagatall per tal de capturar petites preses, que consisteixen bàsicament en coleòpters, formigues i larves d'insectes.
Pel seu règim alimentari és una espècie beneficiosa per a l'ésser humà.

## Reproducció
A partir de febrer, bé que l'època de zel pot durar fins al setembre, els mascles s'apropen a les basses i bassiols i atreuen les femelles amb llur cant monòton i compassat. La còpula és axil·lar i, poc després d'haver-se realitzat, la femella diposita a l'aigua de 3.000 a 4.000 ous, el diàmetre dels quals oscil·la entre 1 i 1,5 mm.
La posta és protegida per una membrana gelatinosa que forma dos cordons, en els quals es disposen els ous l'un darrere l'altre. Els capgrossos neixen al cap de cinc o sis dies i mesuren entre 10 i 15 mm, la qual cosa fa que siguin les larves més petites dels amfibis catalans. Malgrat aquesta prolificitat, moltes larves no assoleixen l'estat adult, ja que els llocs preferits per dipositar els ous són petits bassiols i xipolls que, amb la calor, s'assequen ràpidament, amb la consegüent mort dels capgrossos que hi feien estada. Aquesta estratègia reproductiva no és compartida per la majoria d'amfibis europeus, que prefereixen aigües més permanents. A canvi del risc de dessecació, els capgrossos es beneficien del fet de nedar en aigües lliures de depredadors (insectes aquàtics, peixos, etc.). Per tal d'aprofitar al màxim els pocs dies que queden d'aigua, les larves del gripau corredor poden completar la metamorfosi en només dues setmanes.